# Wumen
Meridianporten, 午门 (äldre tecken: 午門), pinyin: Wǔmén; manchuiska: Julergi dulimbai duka, är den innersta porten av sammanlagt tre portar i rad från Himmelska fridens torg i söder in till Förbjudna staden i Peking, Kina. De andra är Himmelska fridens port (pinyin: Tiān'ānmén) och Duanmen (pinyin: Duānmén).

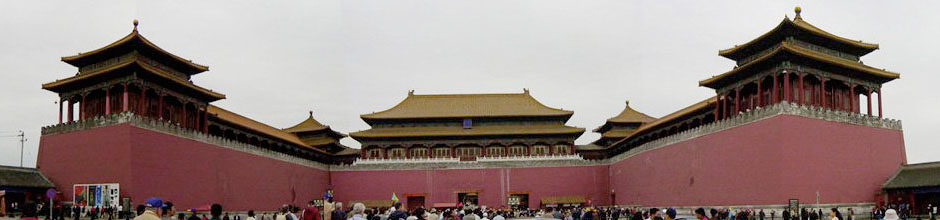
Meridianporten, sedd från söder.

## Namnet "Wumen" eller "Meridianporten"

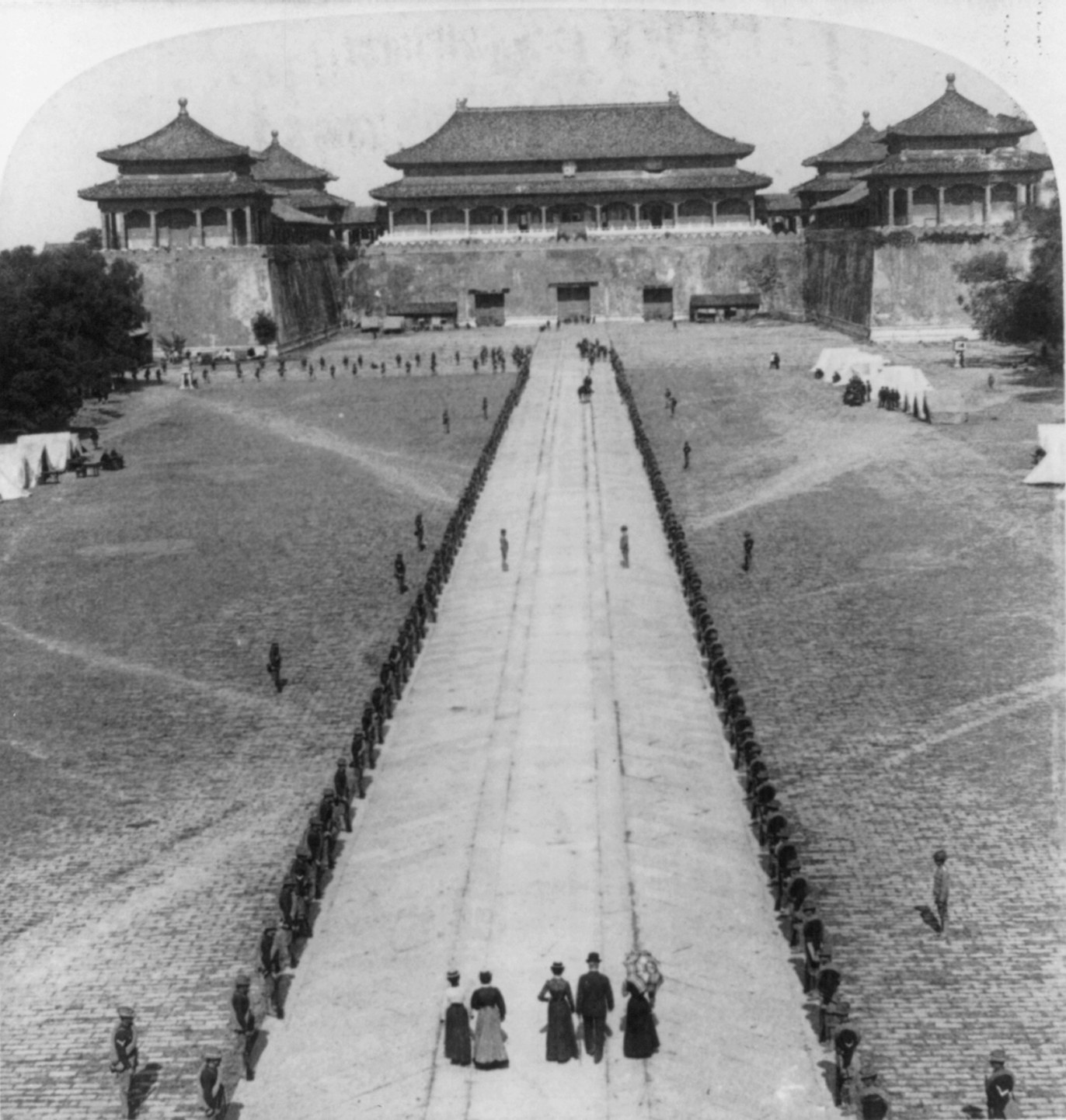
Vy mot Meridianporten cirka 1901.

De kinesiska kejsarna ansågs vara Himlens son, vilket var en del av deras titulatur, på pinyin: tian zi. Därför ansågs att de likaledes bodde i universums medelpunkt och att Meridianlinjen (mittlinjen genom världen enligt den tidens kinesiska världsåskådning) gick genom Förbjudna Staden. Därför uppkallades den innersta av de tre portarna efter denna trosföreställning.

## Beskrivning
Wumen är den största och mest imponerande porten av de tre portarna (och även naturligtvis bland Förbjudna stadens övriga portar). Den är också Förbjudna stadens huvudingång, medan de två andra är enklare (består vart och ett av endast ett porttorn) och snarlika varandra. Wumen däremot har fem ingångar. Den är 35,6 meter hög.
Porten är ihopbyggd med fem paviljonger som kallas Wufenglou, som ungefär betyder 'Tornet för de fem Fenix' eller 'de fem Fenixtornen'. Den mytologiska fågeln Fenix (Fenghuang) anses ge tur.

## Historisk betydelse
Efter framgångsrika krigståg tog kejsaren emot krigsfångar här, ibland följde därefter masshalshuggningar.